# トーマス・C・キンケイド
トーマス・カッシン・キンケイド（Thomas Cassin Kinkaid、1888年4月3日 - 1972年11月17日）は、アメリカ合衆国の海軍軍人。第二次世界大戦中の1943年から45年まで南西太平洋海域の連合国軍海軍司令官および第7艦隊司令官を務めた。

## 生涯
1888年4月3日、ニューハンプシャー州ハノーヴァーで海軍軍人の一家に生まれた。
アメリカ海軍兵学校を1908年6月に卒業し、戦艦ネブラスカ(USS Nebraska, BB-14)およびミネソタ(USS Minnesota, BB-22)で勤務する。1913年に砲兵工学の教官に就任し同職を数年間務めた後、1917年から1918年まで中尉として戦艦ペンシルベニア(USS Pennsylvania, BB-38)で勤務する。その後イギリス海軍提督付き武官を務めた後1918年後半に砲術士官として戦艦アリゾナ(USS Arizona, BB-39)に勤務する。1919年にワシントンD.C.の海軍砲術局配属となった。
キンケイドは1922年にトルコ水域でのアメリカ海軍分遣部隊の参謀部付きとなり、1924年まで勤務する。その後、駆逐艦イシャーウッド(DD-284)の艦長に着任、1925年から1927年まで海軍艦砲工廠で勤務する。その後二年間、キンケイドは艦隊砲術士官および艦隊司令長官の副官を務める。1929年から1930年まで海軍大学校で学び、続いて海軍将官会議(General Board of the United States Navy)のスタッフを務めた。1931年から1932年にかけてはジュネーブ軍縮会議の海軍アドバイザーを務めた。1933年から1934年には戦艦コロラド(USS Colorado, BB-45)の副長を務め、その後海軍航海局で勤務する。重巡洋艦インディアナポリス(USS Indianapolis, CA-35)の艦長勤務の後、1938年から1941年までイタリア及びユーゴスラビアで大使館付きの海軍武官を務める。その後アメリカが第二次世界大戦へ参戦する数ヶ月前に駆逐艦隊の指揮官となった。
キンケイドは1942年に少将に昇進し、太平洋艦隊巡洋艦部隊の指揮官として太平洋戦線に着任する。同年の後半、キンケイドは空母エンタープライズ(USS Enterprise, CV-6)を中心に構成された機動部隊を指揮し、ソロモン諸島の戦いに参加した。
1943年1月に北太平洋方面軍に着任し、アリューシャン列島の奪還作戦に参加した。
キンケイドは1943年6月に中将に昇進し、同年11月に太平洋北部から熱帯地域に転任した。1944年には南西太平洋方面軍海軍司令官および第7艦隊司令官に着任、アメリカ海軍及びオーストラリア海軍を指揮しニューギニア戦役、レイテ沖海戦に参加した。その後、日本海軍の弱体化に従って連合軍艦隊は、フィリピンおよびボルネオでの地上部隊を支援した。1945年4月に大将に昇進し、同年8月に太平洋戦争が終了するとキンケイドの第7艦隊は朝鮮半島及び中国近海での作戦行動に従事した。

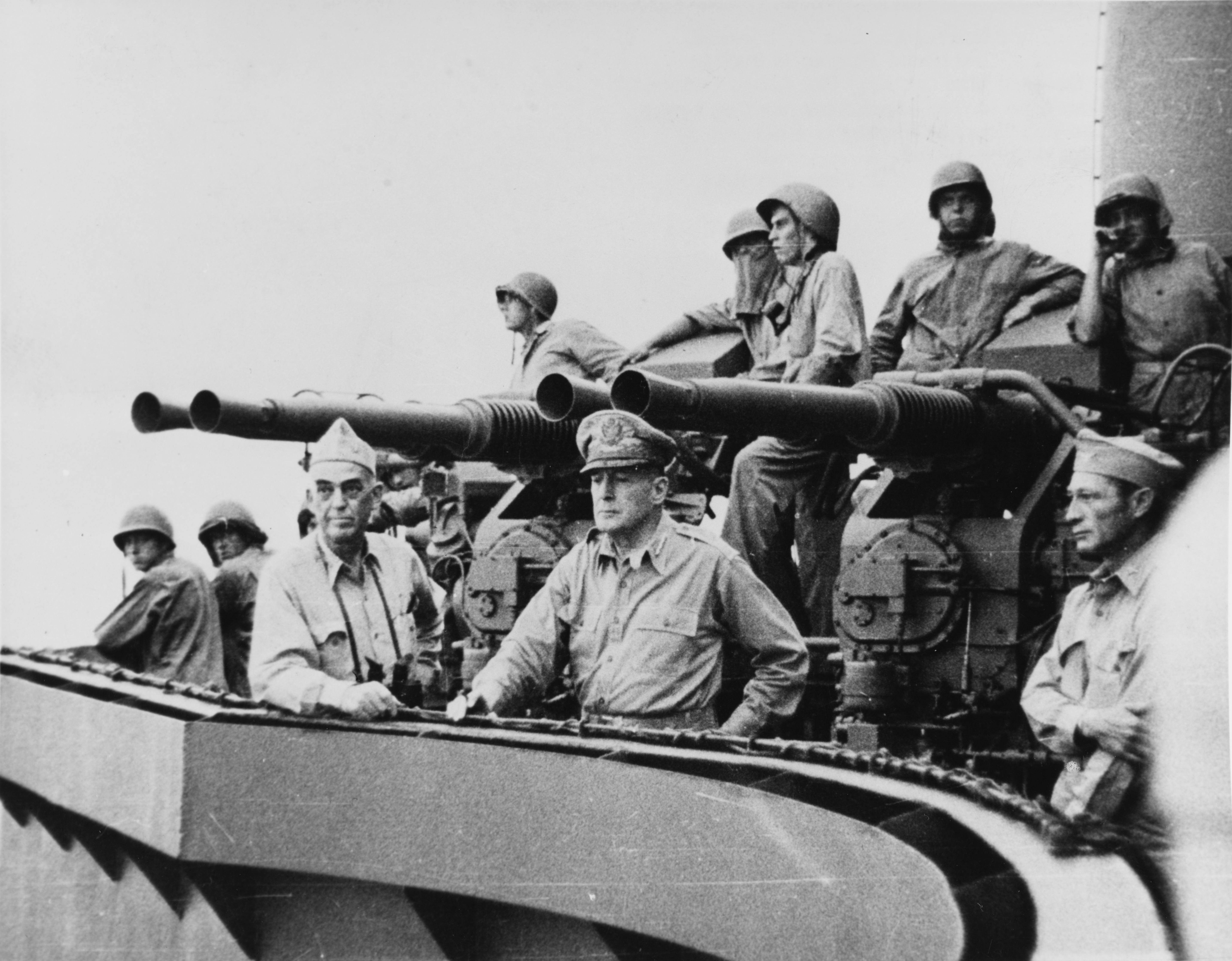
フェニックス艦上のキンケイドとマッカーサー、1944年。

キンケイドは1946年から1950年5月に退役するまで東海岸前線部隊および大西洋予備役艦隊の指揮官を務めた。退役後すぐに現役復帰し、1951年から1953年まで国家保安訓練委員会に勤務し、その後も同委員会のメンバーであった。さらに彼は1953年からアメリカ戦闘記念碑委員会の委員として15年間務めた。キンケイドはその後1972年11月17日に死去した。
スプルーアンス級駆逐艦のキンケイド(USS Kinkaid, DD-965)はキンケイドの名に因んで命名された。